# 6-й Одеський міжнародний кінофестиваль

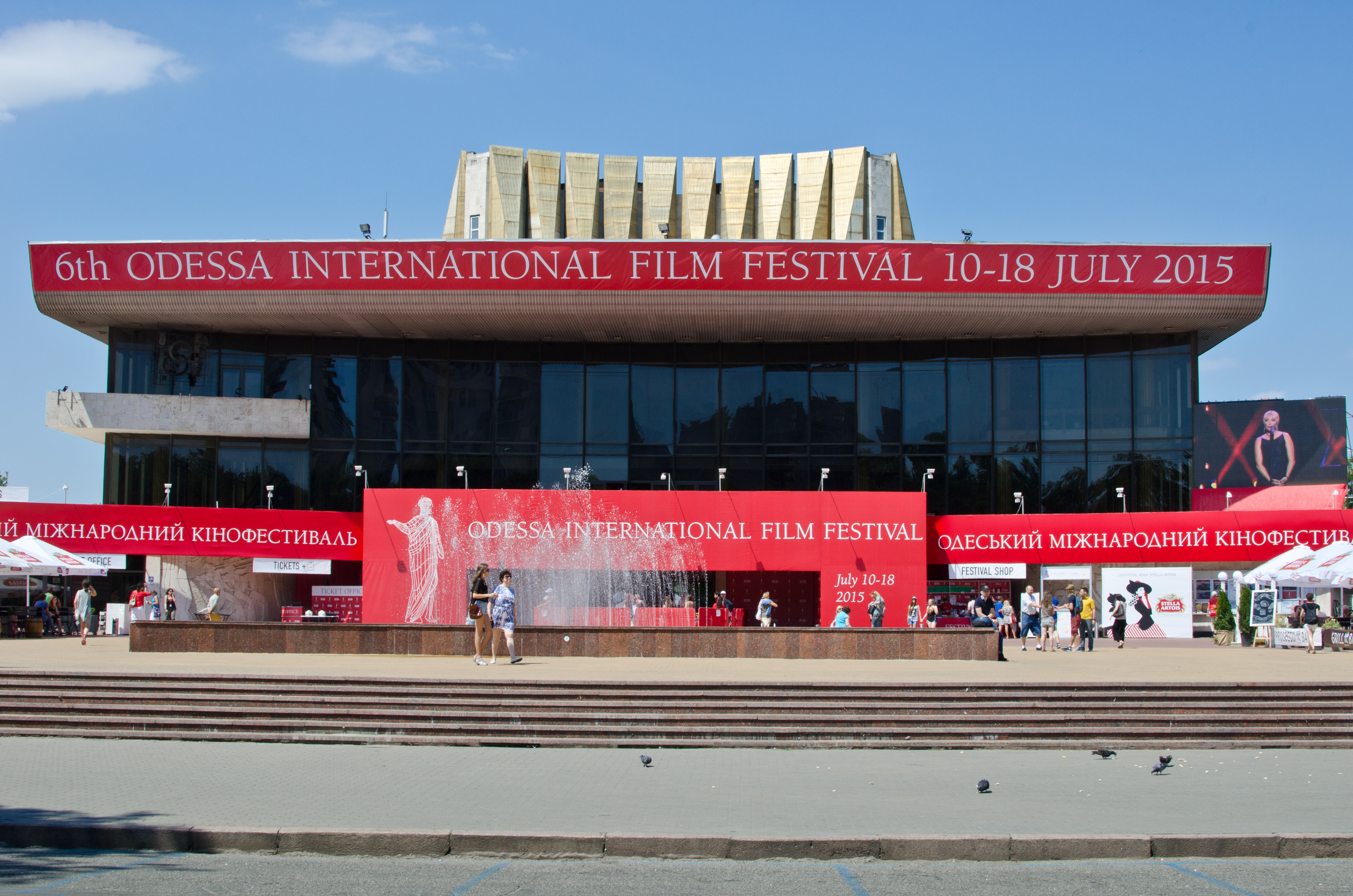
Фестивальний палац — Театр музичної комедії ім. М. Водяного

6-й Одеський міжнародний кінофестиваль проходив із 10 по 18 липня 2015 року в Одесі, Україна. Серед почесних гостей ОМКФ-2015 були директор Каннського кінофестивалю — француз Тьєррі Фремо та ірландський режисер Джим Шерідан. Відкрився фестиваль фільмом «Реальність» французького режисера Квентіна Дюп'є, а закрився — фільмом «Ан» японської режисерки Наомі Кавасе.
Також, у рамках 6-го Одеського міжнародного кінофестивалю Європейська кіноакадемія надала Потьомкінським сходам статус «Скарбу європейському кінокультури». 14 липня пройшов «Digital Media Day», присвячений впливу сучасних інформаційних технологій на кінематограф. А 12 липня — благодійний благодійний «Charity Weekend», створений Марією Єфросініною разом із фондом «Твоя опора», який уперше відбувся в Одесі в рамках 6-го Одеського міжнародного кінофестивалю.

## Заявки
На ОМКФ-2015 було подано 670 фільмів із 75 країн. Лідерами за кількістю заявок традиційно стали Німеччина, Франція, Італія, Велика Британія, Російська Федерація, США та Іспанія. Також були подані кінострічки з Аргентини, Чилі, Китаю, Мексики, Куби, Бангладешу, Фінляндії, Марокко, Косово, Люксембургу, Нової Зеландії, Філіппін, Південної Кореї, Шрі-Ланки та інших країн. 
На місце в Національному конкурсі претендують 163 картини. 150 із них — короткометражні стрічки, основними темами яких стали події Революції Гідності та АТО на сході України. 
Програмний директор ОМКФ Антельм Відо прокоментував поданий на конкурс матеріал:

Ми отримали більше заявок, ніж у минулому році, і значно більше, ніж у 2013-му. Це лише доводить той факт, що фестиваль продовжує розвиватися, набирає значущості для кінопрофесіоналів і розширює свою географію. Варто також відзначити, що другий рік поспіль нам надсилають на конкурс картини, уже відзначені призами фестивалів класу «А». Кількість фільмів високої художньої якості, при цьому абсолютно різних, дозволить нам створити цікаву глядацьку програму з міжнародними та європейськими прем'єрами.

Селекція здійснювалася програмним відділом та відбірковою комісією. У Міжнародний конкурс ОМКФ традиційно увійшли 12 фільмів із 12 різних країн.

## Призовий фонд
Цього року режисер найкращого короткометражного фільму Національного конкурсу, а також переможець у номінації «Найкраща акторська робота», заснованої у 2014 році, отримають грошову винагороду в розмірі 25 тис. гривень. Грошовий приз за Найкращу повнометражну картину Національної конкурсної програми складе 50 тис. гривень.
Режисер та продюсер найкращого кінопроєкту українського виробництва, представленого на пітчингу в рамках «Професійної секції», отримає 50 тис. гривень від девелоперської компанії «UDP». Найкращий український фільм на стадії виробництва (Work in Progress) буде нагороджений призом в еквіваленті 3 тис. доларів США на перельоти рейсами авіакомпанії «МАУ».
Власник гран-прі за найкращий фільм за результатами глядацького голосування одержить статуетку «Золотий Дюк» та 6 тис. євро. Журі Міжнародного конкурсу визначить переможців у таких категоріях:
- «Найкращий фільм» (4 тис. євро режисерові фільму)
- «Найкраща режисура» (2 тис. євро режисерові фільму)
- «Найкраща акторська робота» (1 тис. євро акторові/акторці).

## Журі

### Журі Міжнародної конкурсної програми
- Жанн Лабрюн — голова журі
- Даріуш Яблонський
- Срджан Драгоєвіч
- Сергій Буковський
- Шарунас Бартас

### Журі Національної конкурсної програми
- Олена Єршова
- Лоранс Ерцберґ
- Олексій Федорченко
- Річард Кук

### Журі FIPRESCI
- Серіз Говард
- Інгрід Беербаум
- Олександр Гусєв

## Програма

### Міжнародна конкурсна програма
| №  | Режисер                     | Кіноробота                  | Українська назва   | Рік  | Тривалість | Країна-виробник                   |
| -- | --------------------------- | --------------------------- | ------------------ | ---- | ---------- | --------------------------------- |
| 1  | Анатолій Матешко            | «Captum»                    | «Полон»            | 2015 | 84 хв.     | Україна                           |
| 2  | Ранія Аттіє, Даніель Ґарсіа | «H.»                        | «Є.»               | 2014 | 97 хв.     | США Аргентина                     |
| 3  | Олексій Федорченко          | «Ангелы революции»          | «Янголи революції» | 2014 | 113 хв.    | Росія                             |
| 4  | Бріжітт Сі                  | «L'Astragale»               | «Астрагал»         | 2015 | 96 хв.     | Франція                           |
| 5  | Алі Агмадзаде               | «مادر قلب اتمی»             | «Атомне серце»     | 2015 | 97 хв.     | Іран                              |
| 6  | Йєппе Ронде                 | «Bridgend»                  | «Брідженд»         | 2015 | 104 хв.    | Данія                             |
| 7  | Далібор Матаніч             | «Zvizdan»                   | «Зеніт»            | 2015 | 123 хв.    | Хорватія Словенія Сербія          |
| 8  | Євгеній Руман               | «האיש שבקיר»                | «Людина в стіні»   | 2015 | 92 хв.     | Ізраїль                           |
| 9  | Деніз Ґамзе Ерґювен         | «Mustang»                   | «Мустанг»          | 2015 | 97 хв.     | Франція Німеччина Туреччина Катар |
| 10 | Сіро Ґерра                  | «El abrazo de la serpiente» | «Обійми змії»      | 2015 | 125 хв.    | Колумбія Венесуела Аргентина      |
| 11 | Єва Нейман                  | «Пісня пісень»              | «Пісня пісень»     | 2015 | 76 хв.     | Україна                           |
| 12 | Крейґ Робертс               | «Just Jim»                  | «Просто Джим»      | 2015 | 84 хв.     | Велика Британія                   |

### Національна конкурсна програма: Повний метр
| № | Режисер            | Кіноробота                     | Українська назва                | Рік  | Тривалість | Країна-виробник       |
| - | ------------------ | ------------------------------ | ------------------------------- | ---- | ---------- | --------------------- |
| 1 | Анатолій Матешко   | «Captum»                       | «Полон»                         | 2015 | 84 хв.     | Україна               |
| 2 | Андрій Загданський | «Вагрич и Чёрный квадрат»      | «Вагріч та Чорний квадрат»      | 2015 | 81 хв.     | США Україна           |
| 3 | Кшиштоф Копчиньскі | «Dybuk. Rzecz o wędrówce dusz» | «Дибук. Історія мандрівних душ» | 2015 | 86 хв.     | Польща Україна Швеція |
| 4 | Остап Костюк       | «Жива ватра»                   | «Жива ватра»                    | 2014 | 77 хв.     | Україна               |
| 5 | Єва Нейман         | «Песнь песней»                 | «Пісня пісень»                  | 2015 | 76 хв.     | Україна               |
| 6 | Іван Кравчишин     | «Політ золотої мушки»          | «Політ золотої мушки»           | 2014 | 99 хв.     | Україна               |

### Національна конкурсна програма: Короткий метр
| №  | Режисер                      | Кіноробота          | Українська назва    | Рік  | Тривалість | Країна-виробник |
| -- | ---------------------------- | ------------------- | ------------------- | ---- | ---------- | --------------- |
| 1  | Олександр Даниленко          | «Swan»              | «Лебідь»            | 2014 | 4 хв.      | Україна         |
| 2  | Яна Антонець                 | «Белые слоны»       | «Білі слони»        | 2015 | 15 хв.     | Україна         |
| 3  | Ґаяне Джаґінян, Мішель Ладес | «Барамошкін»        | «Барамошкін»        | 2015 | 15 хв.     | Україна         |
| 4  | Максим Мадонов               | «Бессонница»        | «Безсоння»          | 2014 | 10 хв.     | Бельгія Україна |
| 5  | Оксана Казьміна              | «Больнічка»         | «Больнічка»         | 2015 | 14 хв.     | Україна         |
| 6  | Катерина Горностай           | «Віддалік»          | «Віддалік»          | 2014 | 11 хв.     | Україна         |
| 7  | Юрій Шилов                   | «Вага»              | «Вага»              | 2015 | 12 хв.     | Україна         |
| 8  | Христина Сиволап             | «Давай не сьогодні» | «Давай не сьогодні» | 2014 | 18 хв.     | Україна         |
| 9  | Олеся Орлова                 | «Жёны войны»        | «Дружини війни»     | 2014 | 7 хв.      | Україна         |
| 10 | Анастасія Матешко            | «Жилец»             | «Жилець»            | 2015 | 20 хв.     | Україна         |
| 11 | Олександр Зирянов            | «Погружение»        | «Занурення»         | 2015 | 11 хв.     | Україна         |
| 12 | Костянтин Петрушенко         | «Зупинка»           | «Зупинка»           | 2015 | 23 хв.     | Україна         |
| 13 | Нікон Романченко             | «Карусель»          | «Карусель»          | 2015 | 15 хв.     | Україна         |
| 14 | Сергій Сторожев              | «Напрокат»          | «Напрокат»          | 2015 | 15 хв.     | Україна         |
| 15 | Марина Врода                 | «Равлики»           | «Равлики»           | 2014 | 19 хв.     | Україна         |
| 16 | Філіп Сотниченко             | «Син»               | «Син»               | 2015 | 16 хв.     | Україна         |
| 17 | Михайло Москаленко           | «Стіна»             | «Стіна»             | 2014 | 21 хв.     | Україна         |
| 18 | Марина Степанська            | «Мужская работа»    | «Чоловіча робота»   | 2015 | 15 хв.     | Україна Австрія |

### Одеса у вогні: окупація/визволення
| № | Режисер                           | Кіноробота                    | Українська назва              | Рік  | Тривалість | Країна-виробник           |
| - | --------------------------------- | ----------------------------- | ----------------------------- | ---- | ---------- | ------------------------- |
| 1 | Олександр Довженко, Юлія Солнцева | «Буковина — земля украинская» | «Буковина — земля українська» | 1939 | 30 хв.     | СРСР                      |
| 2 | Флорін Єпан                       | «Odessa»                      | «Одеса»                       | 2014 | 55 хв.     | Румунія Німеччина Україна |
| 3 | Жан Лодс                          | «Odessa»                      | «Одеса»                       | 1935 | 23 хв.     | СРСР Франція              |
| 4 | Карміне Галлоне                   | «Odessa in fiamme»            | «Одеса у вогні»               | 1942 | 92 хв.     | Італія                    |
| 5 | Юрій Петров                       | «Одесские каникулы»           | «Одеські канікули»            | 1965 | 78 хв.     | СРСР                      |
| 6 | Євген Ташков                      | «Жажда»                       | «Спрага»                      | 1959 | 80 хв.     | СРСР                      |
| 7 | Марк Толмачов                     | «Мальчишку звали капитаном»   | «Хлопчину звали Капітаном»    | 1973 | 88 хв.     | СРСР                      |

### Гала-прем'єри
| № | Режисер                      | Кіноробота                | Українська назва            | Рік  | Тривалість | Країна-виробник |
| - | ---------------------------- | ------------------------- | --------------------------- | ---- | ---------- | --------------- |
| 1 | Алехандро Гонсалес Іньярріту | «Birdman»                 | «Бердмен»                   | 2014 | 119 хв.    | США             |
| 2 | Нанні Моретті                | «Mia madre»               | «Моя мати»                  | 2015 | 106 хв.    | Італія Франція  |
| 3 | Марієль Геллер               | «Diary of a Teenage Girl» | «Щоденник дівчини-підлітка» | 2015 | 102 хв.    | США             |

### ОМКФ— дітям: спільно із Чілдрен Кінофестом
| №  | Режисер                       | Кіноробота                             | Українська назва                       | Рік  | Тривалість | Країна-виробник |
| -- | ----------------------------- | -------------------------------------- | -------------------------------------- | ---- | ---------- | --------------- |
| 1  | Володимир Гончаров            | «Чотири нерозлучні таргани та цвіркун» | «Чотири нерозлучні таргани та цвіркун» | 1975 | 10 хв.     | СРСР            |
| 2  | Степан Коваль                 | «Йшов трамвай дев'ятий номер»          | «Йшов трамвай дев'ятий номер»          | 2002 | 10 хв.     | Україна         |
| 3  | Борис Храневич                | «Капітошка»                            | «Капітошка»                            | 1980 | 8 хв.      | СРСР            |
| 4  | Бастер Кітон, Едвард Ф. Клайн | «One Week»                             | «Один тиждень»                         | 1920 | 19 хв.     | США             |
| 5  | Бастер Кітон, Едвард Ф. Клайн | «Cops»                                 | «Поліцейські»                          | 1920 | 22 хв.     | США             |
| 6  | Роберто Дюран                 | «Felix»                                | «Фелікс»                               | 2013 | 94 хв.     | ПАР             |
| 7  | Манук Депоян                  | «Халабудка»                            | «Халабудка»                            | 2014 | 11 хв.     | Україна         |
| 8  | Але Абреу                     | «O Menino e o Mundo»                   | «Хлопчик та світ»                      | 2013 | 80 хв.     | Бразилія        |
| 9  | Бастер Кітон, Едвард Ф. Клайн | «The Boat»                             | «Човен»                                | 1921 | 27 хв.     | США             |
| 10 | Володимир Дахно               | «Як козаки у футбол грали»             | «Як козаки у футбол грали»             | 1970 | 19 хв.     | СРСР            |
| 11 | Олександр Вікен               | «Як Петрик П'яточкін слоників рахував» | «Як Петрик П'яточкін слоників рахував» | 1984 | 10 хв.     | СРСР            |

### Фестиваль фестивалів
| №  | Режисер              | Кіноробота                                | Українська назва                        | Рік  | Тривалість | Країна-виробник                                    |
| -- | -------------------- | ----------------------------------------- | --------------------------------------- | ---- | ---------- | -------------------------------------------------- |
| 1  | Андрій Кончаловський | «Белые ночи почтальона Алексея Тряпицына» | «Білі ночі листоноші Олексія Тряпіцина» | 2014 | 90 хв.     | Росія                                              |
| 2  | Себастіан Шиппер     | «Victoria»                                | «Вікторія»                              | 2015 | 140 хв.    | Німеччина                                          |
| 3  | Йоргос Лантімос      | «The Lobster»                             | «Лобстер»                               | 2015 | 118 хв.    | Ірландія Велика Британія Греція Франція Нідерланди |
| 4  | Олексій Герман       | «Под электрическими облаками»             | «Під електричними хмарами»              | 2015 | 137 хв.    | Україна Росія Польща                               |
| 5  | Чед Ґарсіа           | «The Russian Woodpecker»                  | «Російський дятел»                      | 2015 | 82 хв.     | США Україна Велика Британія                        |
| 6  | Каан Мюждеджі        | «Sivas»                                   | «Сівас»                                 | 2014 | 98 хв.     | Туреччина Німеччина                                |
| 7  | Ласло Немеш          | «Saul fia»                                | «Син Саула»                             | 2015 | 107 хв.    | Угорщина                                           |
| 8  | Малгожата Шумовська  | «Ciało»                                   | «Тіло»                                  | 2015 | 90 хв.     | Польща                                             |
| 9  | Джафар Панагі        | «تاکسی»                                   | «Таксі»                                 | 2015 | 82 хв.     | Іран                                               |
| 10 | Карлос Вермут        | «Magical Girl»                            | «Чарівна дівчинка»                      | 2014 | 127 хв.    | Іспанія Франція                                    |

### Шлях до Свободи
| № | Режисер              | Кіноробота                | Українська назва         | Рік  | Тривалість | Країна-виробник           |
| - | -------------------- | ------------------------- | ------------------------ | ---- | ---------- | ------------------------- |
| 1 | Тетяна Брандруп      | «Cinema: A Public Affair» | «Кіно: Суспільна справа» | 2015 | 99 хв.     | Німеччина                 |
| 2 | Олена Хорева         | «Киев/Москва, часть 2»    | «Київ/Москва, частина 2» | 2015 | 80 хв.     | Росія Україна             |
| 3 | Ксенія Джорно        | «Къырым»                  | «Крим»                   | 2015 | 35 хв.     | Україна ОАЕ               |
| 4 | Мартті Гелде         | «Risttuules»              | «Під бічним вітром»      | 2014 | 87 хв.     | Естонія                   |
| 5 | Патрісіо Ґусман      | «El botón de nácar»       | «Перламутровий ґудзик»   | 2015 | 82 хв.     | Чилі Франція Іспанія      |
| 6 | Єгор Трояновський    | «Тыл»                     | «Тил»                    | 2015 | 43 хв.     | Україна                   |
| 7 | Сергій Маслобойщиков | «Український аргумент»    | «Український аргумент»   | 2014 | 60 хв.     | Україна                   |
| 8 | Тудор Джурджу        | «De ce eu?»               | «Чому я?»                | 2015 | 130 хв.    | Румунія Болгарія Угорщина |

### Ретроспектива Джима Шерідана
| № | Режисер      | Кіноробота                  | Українська назва | Рік  | Тривалість | Країна-виробник              |
| - | ------------ | --------------------------- | ---------------- | ---- | ---------- | ---------------------------- |
| 1 | Джим Шерідан | «In the Name of the Father» | «В ім'я батька»  | 1993 | 133 хв.    | Ірландія Велика Британія США |
| 2 | Джим Шерідан | «In America»                | «В Америці»      | 2002 | 105 хв.    | Ірландія Велика Британія     |
| 3 | Джим Шерідан | «My Left Foot»              | «Моя ліва нога»  | 1989 | 103 хв.    | Ірландія Велика Британія     |
| 4 | Джим Шерідан | «The Field»                 | «Поле»           | 1990 | 107 хв.    | Ірландія                     |

### Спеціальні покази
| № | Режисер        | Кіноробота                    | Українська назва           | Рік  | Тривалість | Країна-виробник           |
| - | -------------- | ----------------------------- | -------------------------- | ---- | ---------- | ------------------------- |
| 1 | Луї Люм'єр     | «Lumière!»                    | «Люм'єр!»                  | 1895 | 75 хв.     | Франція                   |
| 2 | Флорін Єпан    | «Odessa»                      | «Одеса»                    | 2014 | 55 хв.     | Румунія Німеччина Україна |
| 3 | Олексій Герман | «Под электрическими облаками» | «Під електричними хмарами» | 2015 | 137 хв.    | Україна Росія Польща      |

### Особливі події: кіно_live
| № | Режисер      | Кіноробота                | Українська назва        | Рік  | Тривалість | Країна-виробник |
| - | ------------ | ------------------------- | ----------------------- | ---- | ---------- | --------------- |
| 1 | Дзиґа Вертов | «Человек с киноаппаратом» | «Людина з кіноапаратом» | 1929 | 66 хв.     | СРСР            |